# St.-Alban-Kirche (Basel)
Die St.-Alban-Kirche (auf Baseldeutsch Dalbekiirche genannt) befindet sich im Basler Stadtteil St. Alban am Fusse des Mühlenbergs im St. Alban-Tal, welches nach ihr und dem ehemals zugehörigen Kloster benannt ist.

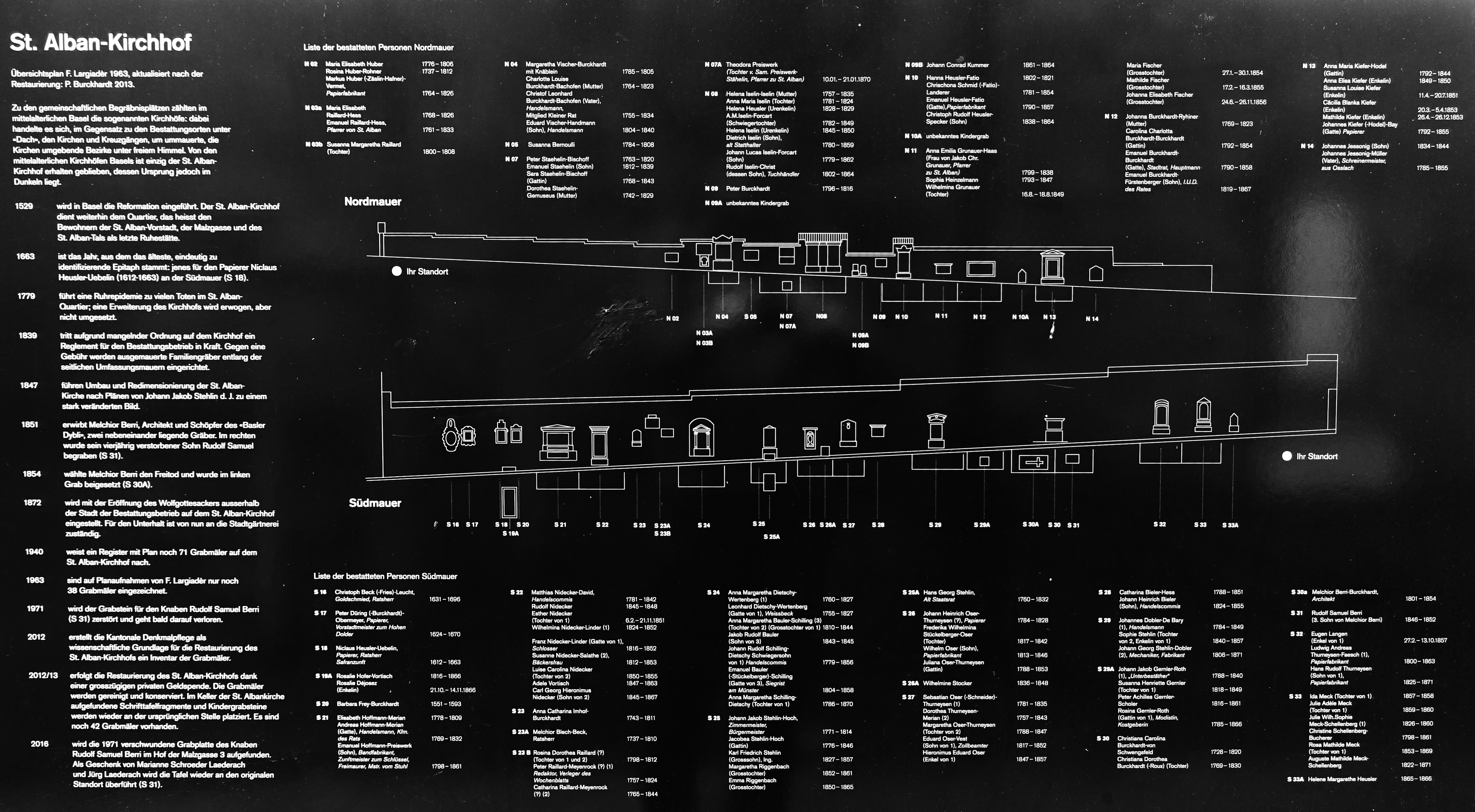
Übersichtsplan des Basler St. Alban-Kirchhofs und seiner Gräber

## Geschichte
Die Kirche gehörte früher zum Kloster St. Alban des Cluniazenserordens. Bereits um 1083 bestanden sakrale Vorgängerbauten. Das Gotteshaus wurde um 1270 erbaut und bereits im Mittelalter mehrfach umgestaltet. Welchem heiligen Alban es geweiht ist, ist ungeklärt. In Frage kommen Alban von Mainz und Alban von England, die beide als Märtyrer enthauptet wurden. Ein Klostersiegel von 1256 zeigt den Heiligen mit einem Palmzweig als Zeichen des Märtyrers und abgetrenntem Kopf. Jedoch nennt ein Märtyrerverzeichnis des 9. Jahrhunderts einen «Basler Alban» mit dem 23. Mai als Gedenktag, der weder dem Gedenktag des englischen noch jenem des Mainzer Alban entspricht. Es ist damit denkbar, dass der Patron ein dritter, «einheimischer» Alban ist.

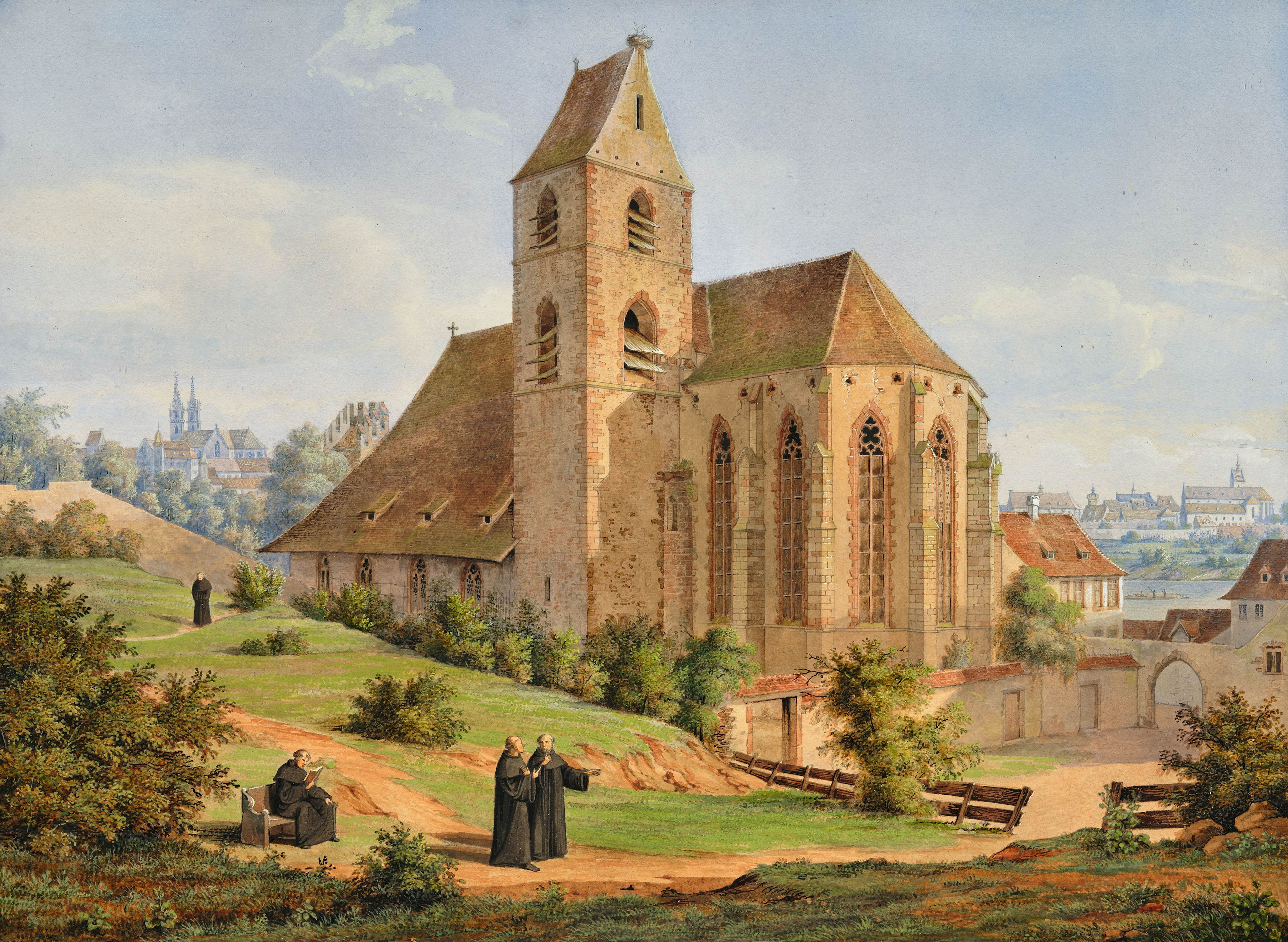
St.-Alban-Kirche, 1835

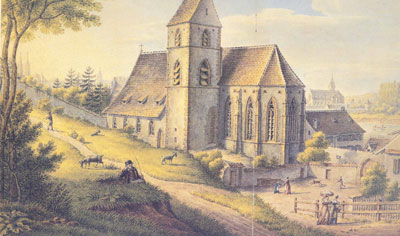
St.-Alban-Kirche, 1857

1845 erfolgte ein wesentlicher Eingriff, indem die vordere Hälfte des Langhauses und das südliche Seitenschiff durch Johann Jakob Stehlin der Jüngere abgebrochen wurden. Die Westfassade, zum Teil bestückt mit originalen Teilen von 1270, und die verputzten Holzgewölbe des Langhauses stammen von 1845. Das heutige Erscheinungsbild ist im Wesentlichen durch den «Stehlin-Umbau» von 1845 geprägt.
1911 erfolgte eine Aussenrenovation. Eine vollständige denkmalpflegerische Restaurierung wurde in den Jahren 2013/14 vorgenommen.
Die St.-Alban-Kirche gehört zum Kirchenbezirk der Münstergemeinde Basel, die an diesem Ort heute jedoch keine Gottesdienste mehr abhält. Das Kirchengebäude war von 1971 bis 2003 an die Metropolie der Schweiz im Ökumenischen Patriarchat von Konstantinopel und ist heute an die serbisch-orthodoxe Kirche vermietet. Diese feiert darin regelmässig Gottesdienste.
Die Orgel auf der Empore wurde 1966 von der Orgelbauwerkstatt Metzler komplett neu gebaut und dient heute der Musik-Akademie der Stadt Basel zu Unterrichtszwecken. Sie verfügt über 23 Register auf zwei Manualen und Pedal und ersetzt eine mechanische Kegelladen-Orgel, die im Jahr 1868 mit 20 Registern von der Orgelbau Kuhn AG, Männedorf gebaut worden war.

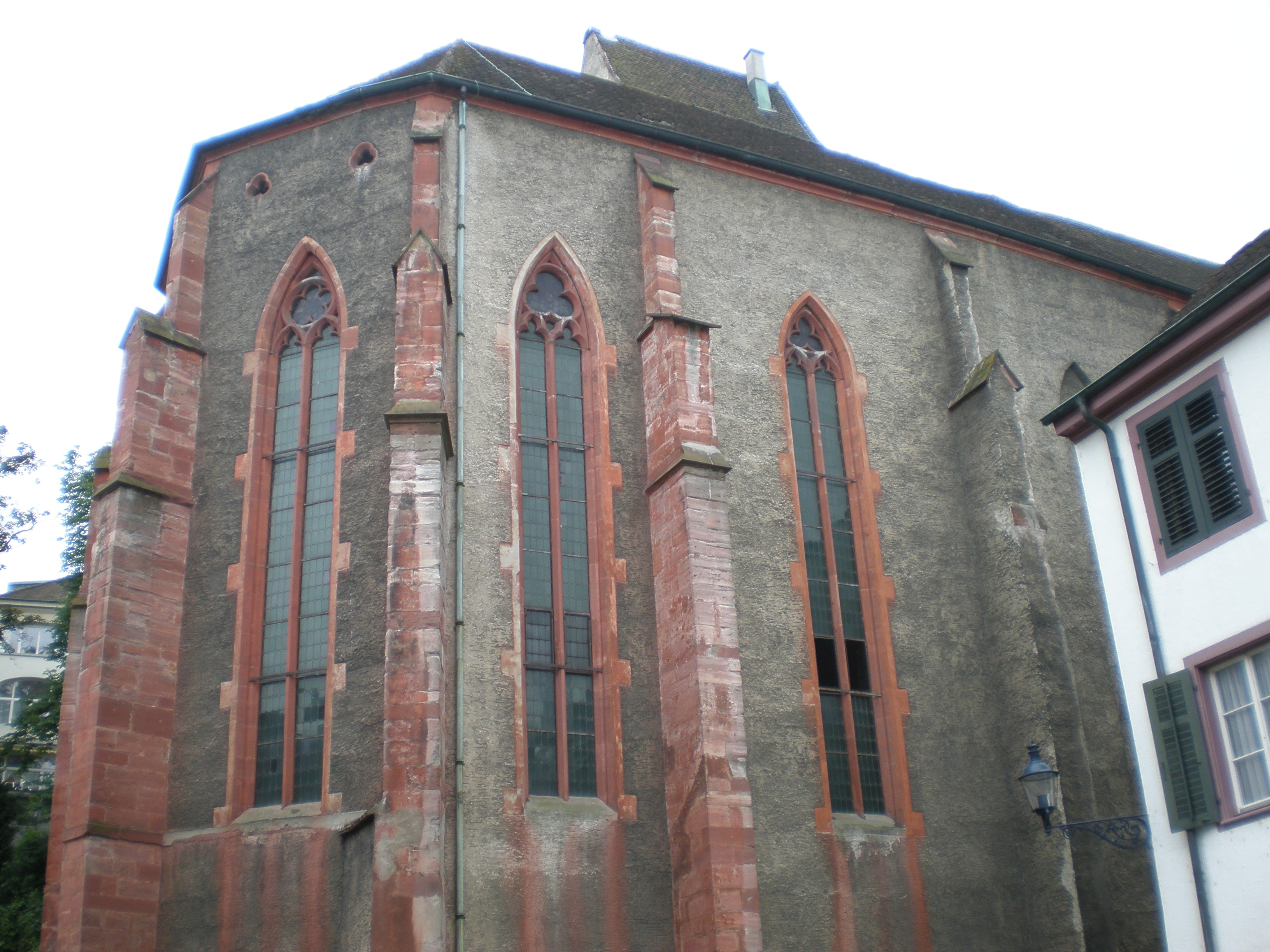
St. Alban vor der Restaurierung 2013/14
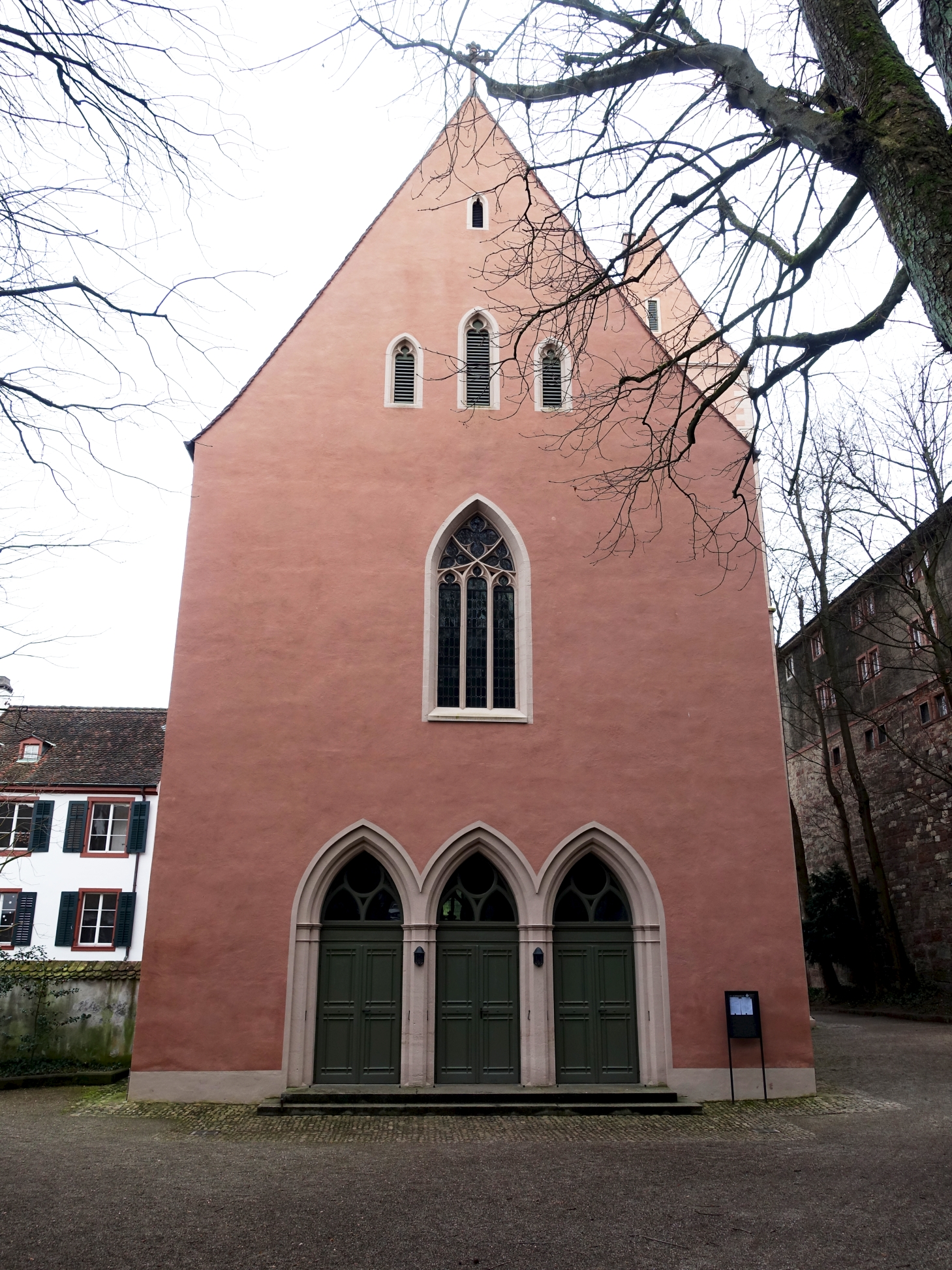
St.-Alban-Kirche
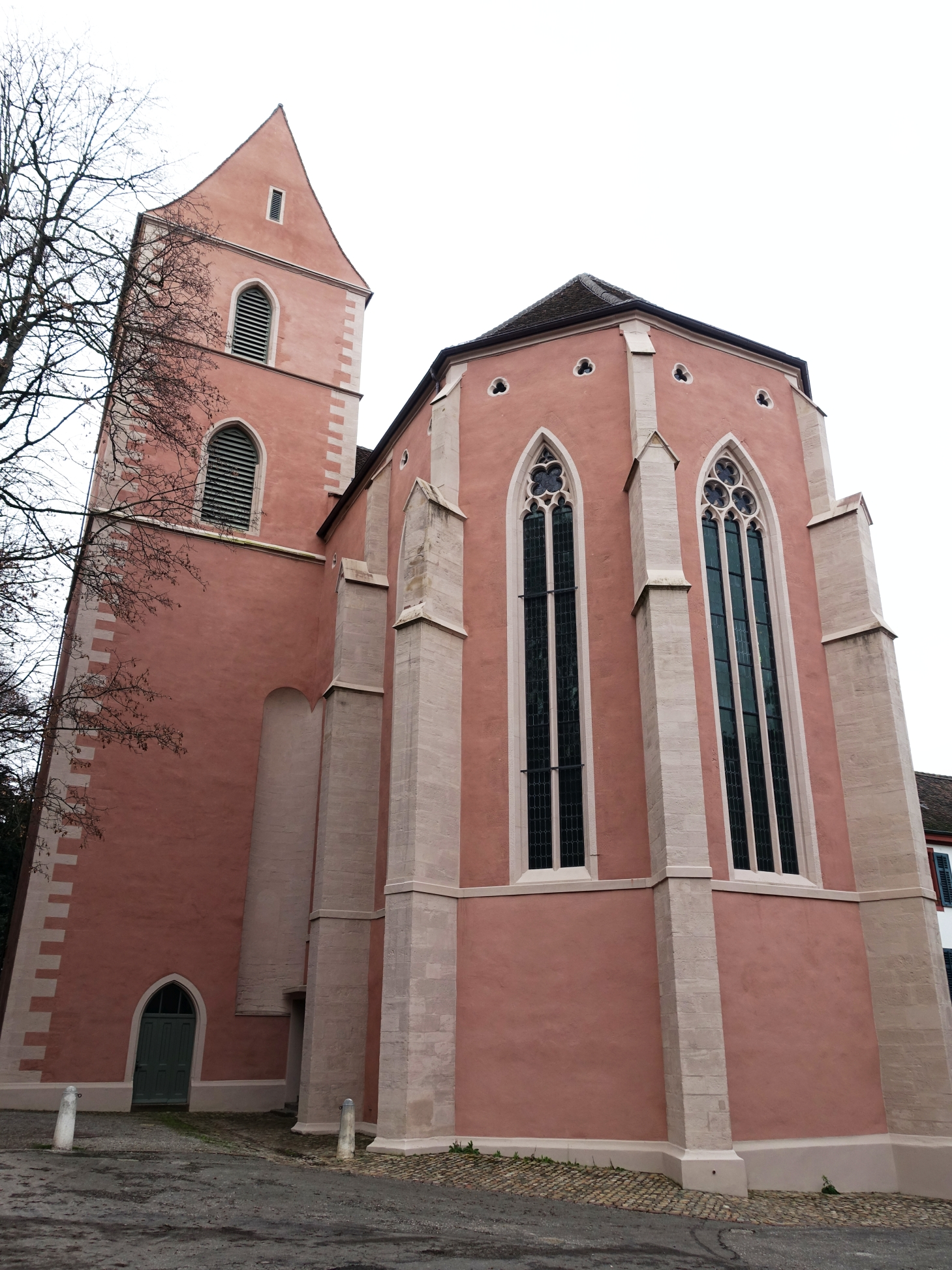
St.-Alban-Kirche